# Jung In-hwan
Jung In-hwan (정인환?, 鄭仁煥?; 15 dicembre 1986) è un ex calciatore sudcoreano, di ruolo difensore.